# Ludwigmusea
De Ludwigmusea zijn 12 musea die gerekend worden tot de Collectie Ludwig. De Collectie Ludwig is gesticht door het echtpaar Peter en Irene Ludwig.
De samenwerking met musea in Keulen en Aken begon in 1957. Wat volgden waren deelname aan museumverenigingen, schenkingen en het stichten van nieuwe musea en kunstinstellingen. De eerste vruchten van de samenwerking met het echtpaar Ludwig waren, in chronologische volgorde: 
- 1976 Museum Ludwig, Keulen
- 1977 Suermondt-Ludwig-Museum in Aken
- 1981 Museum Moderner Kunst Stiftung Ludwig Wien (MUMOK) in Wenen
- 1983 Ludwig Galerie Schloss Oberhausen in Oberhausen
- 1989 Haus Ludwig für Kunstausstellungen Saarlouis (sinds 2017: Ludwig Galerie) in Saarlouis
- 1991 Ludwig Forum für Internationale Kunst in Aken
- 1992 Ludwig Museum im Deutschherrenhaus in Koblenz

Reeds in 1982 werd de Ludwig Stiftung für Kunst und internationale Verständiging GmbH opgericht. Na de dood van Peter Ludwig op 22 juli 1996, zette de weduwe, Irene Ludwig, deze stichting om in de Peter und Irene Ludwig Stiftung met als zetel Aken.
De lijst musea is inmiddels uitgebreid met:
- Sammlung Ludwig in Bamberg in het Alten Brückenrathaus in Bamberg
- Antikenmuseum Basel und Sammlung Ludwig in Bazel
- Ludwig Museum Boedapest-Museum of Contemporary Art in Boedapest
- Ludwig Museum für Internationale Kunst in Peking
- Ludwig-museum in het Russisch Museum in Sint-Petersburg

Ten slotte bevinden zich nog grote aantallen werken van de stichting als (langdurige) bruikleen bij andere musea.